# 八幡村 (富山県)
八幡村（はちまんむら）は、かつて富山県婦負郡にあった村。

## 沿革
- 1889年（明治22年）4月1日 - 町村制の施行により、婦負郡八幡村、八町村、今市村及び利波新村の区域をもって、婦負郡八幡村（やはたむら）が発足する。当時の面積は3.67 m2[2]。
- 1941年（昭和16年）2月11日 - 婦負郡八幡村、草島村及び百塚村が合併して、婦負郡八幡村（はちまんむら）が発足する。
- 1954年（昭和29年）3月30日 - 婦負郡四方町、倉垣村及び八幡村が合併して、婦負郡和合町が発足する。